# Prima invazie
Prima invazie (engleză: First Wave) este un serial de televiziune canadiano-american științifico-fantastic, filmat în Vancouver, Columbia Britanică, Canada. A avut premiera în 1998 pe canalul american Sci Fi unde a fost transmis până în 2001.  Serialul este creat de Chris Brancato, cel care a contribuit la realizarea primului scenariu al episodului Dosarele X "Eve". Francis Ford Coppola este producătorul executiv al serialului. Făcând o mișcare neobișnuită, Sci-Fi Channel a semnat un contract pentru realizarea unui număr de 66 de episoade. Serialul a fost ulterior anulat odată ce contractul a expirat la sfârșitul celui de-al treilea sezon din cauza audiențelor dezamăgitoare.

## Prezentare
„În 1564, Nostradamus a prezis distrugerea lumii, în 3 valuri groaznice. Primul val e aici. Numele meu e Cade Foster. Asta e povestea mea... Mi-au ucis soția, m-au învinuit pentru crimă... Acum fug, dar nu mă ascund. Profeția lui Nostradamus mă călăuzește. O să-i descopăr... O să-i vânez... O să opresc Primul Val.”
Fostul hoț transformat în specialistul de securitate Kincaid Lawrence "Cade" Foster a avut o viață idilică, cu o soție frumoasă, un loc de muncă bun și o casă frumoasă. Fără știrea lui, o rasă de extratereștri numită Gua l-a identificat ca fiind obiectul 117 și l-a supus unui experiment de testare a rezistenței umane. Ca parte a acestui experiment, viața sa este distrusă sistematic, inclusiv soția sa este ucisă, faptă pentru care este acuzat de autorități și pus sub urmărire generală. El este doar unul dintre cei 117 de subiecți umani folosiți pentru a rezolva enigme ale experimentului, dar Cade scapă de arestare și trăiește ca un fugar. Gua s-au infiltrat printre oameni sub forma unor clone genetice hibride și planul lor este de a subjuga omenirea, fiind parte a primului dintre cele trei "valuri", având intenția de a cuceri și distruge în cele din urmă rasa umană. Urmărit în mod constant de către poliție și de o agenție guvernamentală ciudat numită Illuminati, Foster descoperă catrenele pierdute și necunoscute ale lui Nostradamus, care descriu cum trei valuri vor distruge Pământul cu excepția cazului în care "omul de doua ori-binecuvântat" le va putea opri. Din acest motiv, Foster investighează evenimentele ciudate care ar putea avea legături cu catrenele lui Nostradamus, în speranța de a găsi ceea ce are nevoie pentru a opri rasa Gua.
"Crazy" Eddie Nambulous este un hacker care-l ajută pe Cade Foster și care publică diferite întâmplări pe un site web tip tabloid denumit Paranoid Times Arhivat în 27 octombrie 2013, la Wayback Machine.. El folosește jurnalul lui Cade pentru a spune oamenilor că "extratereștrii sunt aici, printre noi, pregătind terenul pentru o invazie iminentă." După scanarea profețiilor lui Nostradamus în computerul său, Eddie analizează și face legătura dintre diferite catrene cu evenimentele bizare ce au loc în lume. 
Foster și Eddie folosesc aceste catrene ca să înțeleagă invazia Gua și pentru a căuta orice le-ar putea fi de ajutor în stoparea invaziei din primul val.
Unul dintre membrii Gua, Joshua, crede că invazia Pământului nu este necesară. Deși vrea ce este mai bine pentru poporul său, el îi ajută pe Cade și Eddie pentru a-i opri pe ceilalți extratereștri să inițieze "al doilea val" - invazia în sine, în care 19 milioane de oameni vor muri.

## Gua
„Și noi am fost ca voi, odată... A fost un timp de pace și progres, dar am devenit neglijenți. Și când a venit invazia ne-au răpus. Un rebel ne-a eliberat. Atunci am luat numele de Gua - înseamnă "puterea de a învinge". De-a lungul secolelor, știința și industria au creat un echilibru perfect. Am creat o mașină militară pentru a asigura libertatea noastră, permanent. [...] Suntem aici pentru că nu vom mai fi din nou victime.”
— Joshua Bridges, episodul 1x09, «Joshua»

Gua reprezintă o rasă mai în vârstă decât omenirea, venind de pe un sistem stelar mult mai vechi. După cum Joshua îi spune lui Cade, "Totul pe planeta mea este roșu, culoarea unui soare obosit - culoarea morții", lucru care indică faptul că sistemul lor de origine este într-un stadiu mult mai târziu decât al nostru și că soarele lor intră o fază târzie a vieții sale. Gua a fost inițial o rasă pașnică, cercetând sinele lor interior până când au fost invadați și făcuți sclavi de o altă rasă extraterestră. În cele din urmă, s-au sculat și au scăpat de asupritorii lor, luându-și numele de Gua datorită ultimului eveniment culminant și definitiv; Gua însemnând "puterea de a învinge".
Ca o consecință a acestei invazii, nou-numiții Gua au decis că nu-și mai pot permite o viață pasivă și pașnică, alegând o nouă cale, cea a unei expansiuni agresive. Conștienți de durata de viață limitată a planetei lor de origine, au început o campanie de extindere în alte sisteme solare. Astfel, invazia Gua a Pământului a fost planificată în cel mai mic detaliu.
Având în vedere distanța uriașă dintre Pământ și planeta lor, Gua au conceput o metodă de expediere prin găuri de vierme a unor mici sfere metalice care conțin conștiințele lor. Acestea, odată ajunse pe Pământ sunt transferate în clone umane. Ca urmare a acestui fapt, nu se cunoaște care este aspectul natural al Gua.
Aceste carcase artificiale conțin cantități mici de ADN Gua pentru a da extratereștrilor proprietăți superioare cum ar fi: vindecare rapidă, putere, viteză și inteligență. Clonele se dizolvă și dispar complet atunci când extratereștrii sunt uciși, nelăsând nicio dovadă în urma lor. Extratereștrii care și-au transferat conștiința în aceste clone sunt însărcinați cu pregătirea celui de-al Doilea Val asupra Pământului. În timp ce este ținut ostatic de către Cade, Joshua a menționat că el se află deja în "al treilea corp"; , de asemenea Joshua afirmă că durata media  de viață Gua  este "egală cu 1000 de ani omenești".
În al treilea sezon, Joshua dezvăluie că cel puțin o altă rasă a fost cucerită și distrusă de Gua cu secole în urmă. Aparent, unii membri ai acelei rase aveau abilități precognitive, este dezvăluit faptul că cel care va fi cunoscut mai târziu ca Nostradamus a fost un membru al acestei rase. El a călătorit pe Pământ și a folosit abilitățile sale precognitive pentru a scrie profețiile care îl vor  ajuta pe Cade să reziste rasei Gua.
Gua comunică telepatic și au abilități senzoriale mult mai avansate decât cele ale omului. Acest lucru se datorează în mare parte faptului că de la naștere Gua sunt supuși unei metamorfoze continue, făcând imposibilă identificarea normală a unui individ Gua față de un altul.  Ca urmare, ei au dezvoltat o gamă sofisticată de simțuri care pot fi utilizate pentru a identifica corect un alt Gua. De asemenea, un Gua poate simți prezența unui alt Gua de la distanță, fără a face contact.
Gua au demonstrat în repetate rânduri că au o cultură foarte totalitară și o natură care limitează abilitățile lor empatice. Contactul lor sexual este un act foarte dureros și partenerii sunt aleși pentru procreare în funcție de capacitățile lor genetice. Cultura lor se bazează pe unitate rasială, în care societatea este superioară, iar persoanele fizice nu au nici o valoare. Mai mulți Gua au experimentat vinovăția și chiar s-au răzvrătit după ce au realizat ce fapte groaznice au comis asupra lor înșiși și asupra altor rase. Prin urmare, mulți dintre aceștia au fost uciși de semenii lor ca trădători.
De-a lungul întregului serial, cea mai importantă slăbiciune a Gua pare a fi lipsa lor de voință, devenind vulnerabili când sunt încolțiți sau când sunt stresați emoțional. De asemenea, s-a dovedit (cel puțin când conștiința lor este transferată într-o gazdă umană) că Gua au o slăbiciune pentru sare - care-i afectează ca un drog, făcându-i "extaziați" și putând duce la dependență.
În episodul 2.19, "The Trial of Joshua Bridges (Procesul lui Joshua Bridges)", Joshua confirmă furia sa față de natură totalitară și despotică a rasei Gua, acuzând liderii Gua că au transformat membrii Gua în simpli "măcelari primitivi".

## Distribuție
- Sebastian Spence este Cade Foster
- Rob LaBelle ca Larry Pisinski sau Eddie „Nebunul”
- Roger Cross ca Joshua/Cain
- Traci Lords ca Jordan Radcliffe (sezonul trei)

## Echipa de producție
- Mike Rohl
- Holly Dale   (6 episoade, 1999–2000)
- Brenton Spencer   (4 episoade, 1998)
- Ken Girotti   (4 episoade, 2000–2001)
- Shawn Levy   (2 episoade, 1998–1999)
- Bill Corcoran   (2 episoade, 2000–2001)
- Rob LaBelle   (2 episoade, 2000)
- Randy Cheveldave
- Graeme Lynch
- George Mendeluk
- Larry Sugar
- Daniel Cerone   (11 episoade, 1998–2000)
- William T. Conway   (3 episoade, 2000–2001)
- Dan E. Fesman   (2 episoade, 1998–1999)
- Harry Victor   (2 episoade, 1998–1999)
- Chris Brancato
- Michael J. Cinquemani
- Paul Brown
- Fergus Cook
- Michael Robison
- Andrea Stevens
- Michael Thoma
- David Wilcox
- Jorge Montesi

## Lista episoadelor
| 1. “Subject 117" 2. "Crazy Eddie" 3. "Mata Hari" 4. "Hypnotic" 5. "Elixir" 6. "Speaking in Tongues" 7. "Lungfish" 8. "Book of Shadows" 9. "Joshua" 10. "Marker 262" 11. "Motel California" 12. "Breeding Ground" 13. "Blue Agave" 14. "Cul de Sac" 15. "The Box" 16. "Undesirables" 17. "Second Wave" 18. "Blind Witness" 19. "Deluge" 20. "Melody" 21. "The Aftertime" 22. "The Decision" | 1. "Target 117" 2. "Deepthroat" 3. "The Apostles" 4. "Susperience" 5. "The Channel" 6. "Red Flag" 7. "Prayer for the White Man" 8. "The Purge" 9. "Lost Souls" 10. "The Heist" 11. "Ohio Players" 12. "Night Falls" 13. "Normal Illinois" 14. "All about Eddie" 15. "Playland" 16. "The Harvest" 17. "Rubicon" 18. "Gladiator" 19. "Trial of Joshua Bridges" 20. "Underworld" 21. "Tomorrow" 22. "The Believers" | 1. "Mabus" 2. "Raven Nation" 3. "Comes a Horseman" 4. "Gulag" 5. "The Flight of Francis Jeffries" 6. "Still at Large" 7. "Asylum" 8. "Eyes of the Gua" 9. "Skywatchers" 10. "The Plan" 11. "Wednesday’s Child" 12. "Unearthed" 13. "Shadowland" 14. "Legacy" 15. "The Edge" 16. "The Vessel" 17. "Requiem" 18. "Checkmate" 19. "Black Box" 20. "Beneath the Black Sky" 21. "Terminal City" 22. "Twice Bless’d" |